# El Bosque (estación)
El Bosque es una estación ferroviaria que forma parte de la Línea 2 del Metro de Santiago de Chile. Se encuentra subterránea bajo la Avenida Padre Hurtado con calle Ernesto Riquelme en el límite de las comunas de La Cisterna y El Bosque.

## Características y entorno
Su entorno comercial incluye un supermercado Líder, desde donde se inicia hacia el sur por dicha avenida, la feria persa que toma su nombre de la avenida y que ocupa el lugar sábados, domingos y festivos.[cita requerida]

### Accesos
| Acceso | Intersección                           |
| ------ | -------------------------------------- |
| A      | Av. Padre Hurtado con Ernesto Riquelme |

## Origen etimológico
Fue anunciada en noviembre de 2014 por la presidenta de la República Michelle Bachelet. Su nombre tentativo era Lo Espejo, y se debía a que se encontrará cercana a la Avenida Lo Espejo. La avenida hace referencia a la comuna, otrora fundo, de Lo Espejo. En 2018 Metro decidió el nombre provisorio de Riquelme para la nueva estación, siendo bautizada oficialmente como El Bosque el 15 de octubre de 2020. Su nombre es debido a ser la primera estación de Metro en ingresar a la comuna de El Bosque en sentido norte-sur.

## Galería

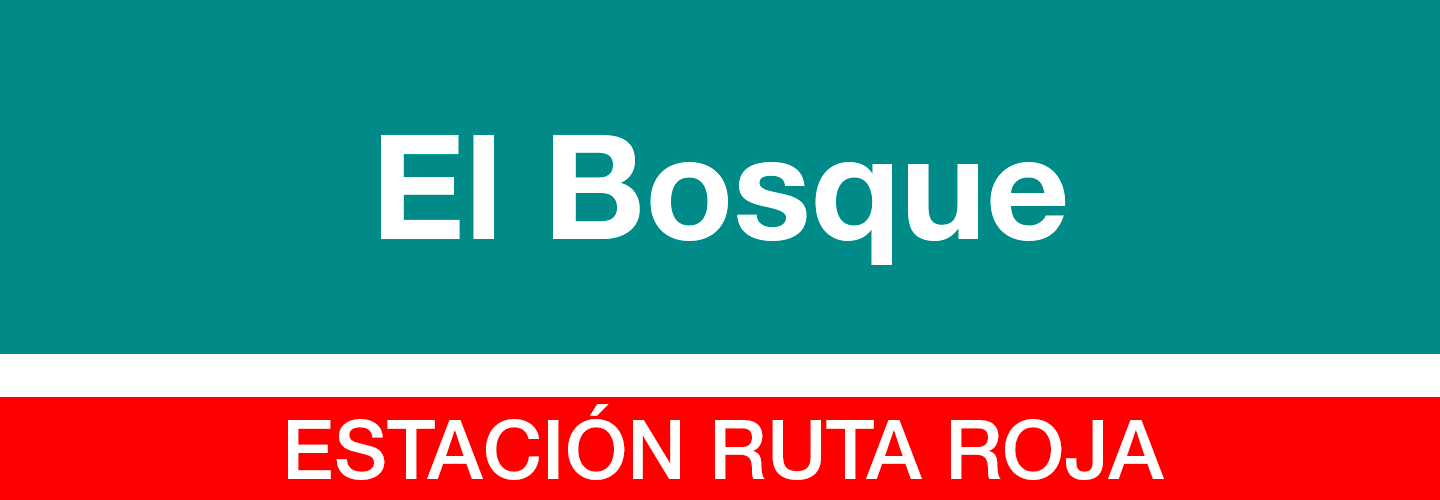
Cenefa utilizada en los andenes.
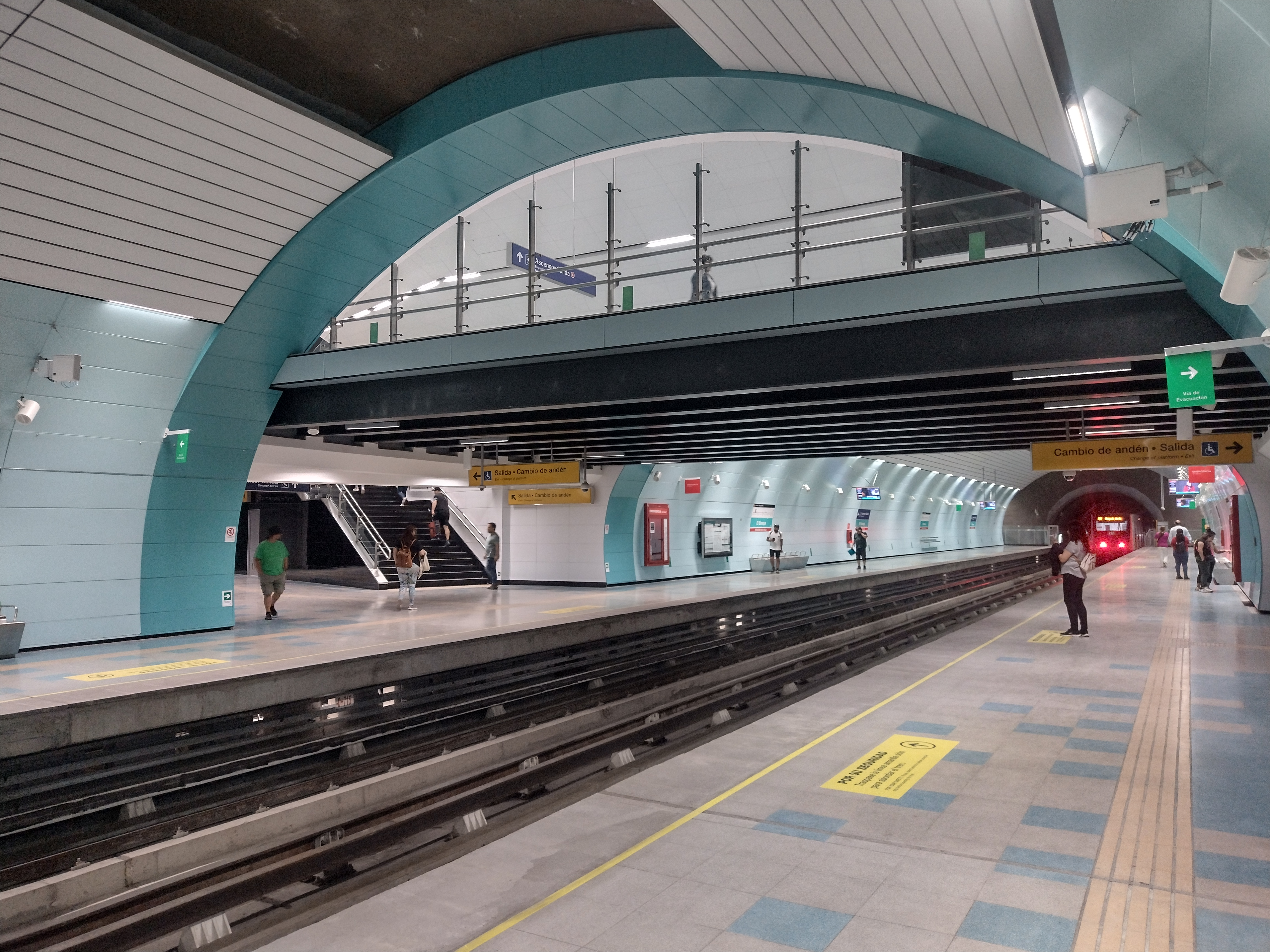
Vista de los andenes.

## Conexión con Red Metropolitana de Movilidad
La estación posee 2 paraderos de la Red Metropolitana de Movilidad en sus alrededores (sin la existencia de los paraderos 1 y 2), los cuales corresponden a:
| Paradero/ Código                             | Recorridos |
| -------------------------------------------- | --- |
| Parada 3 / Metro El Bosque (PG2050)          | 301 (Angelmó) - 301c (Angelmó) |
| Riquelme esq. / Av. Padre A. Hurtado (PG325) | 228 (Metro La Cisterna) - 264n (Pedro Fontova) - F05 (Metro La Cisterna) - G04 (Metro La Cisterna) - G08 (Metro La Cisterna) - G08v (Metro La Cisterna) - G13 (Metro La Cisterna) - G16 (Metro La Cisterna) |